# 아일랜드의 국장

아일랜드의 국장

아일랜드의 공식 국장은 1945년 11월 9일에 제정되었다. 아일랜드의 수호성인인 성 파트리치오를 상징하는 파란색 방패 안에 은색 현을 가진 금색 하프가 그려져 있다.

## 같이 보기
- 북아일랜드의 국장
- 아일랜드의 국기
- 섐록